# Волго-Донской проспект
Во́лго-Донско́й проспе́кт — проспект в Красногвардейском районе Санкт-Петербурга. Проходит от Пискарёвского проспекта почти до Безымянного ручья. Состоит из двух разорванных участков — 140-метрового тупика, примыкающего к Пискарёвскому проспекту, и 2-километрового участка от железной дороги почти до Безымянного ручья. Далее продолжается безымянной грунтовой дорогой до садоводств «Педиатр» и «Арсенал-Ржевка» в Беляевке.

## История
Изначально на участке от Пискарёвского проспекта до реки Охты назывался Беля́евской дорогой. Это название, известное с 1900 года, происходит от бывшей деревни Беляевки, в которую дорога вела. Наименование деревни связано с фамилией домовладельца (дома 5—13, 21, 22, не сохранились) купца П. Н. Беляева. С 1909 году дорога стала подписываться как Беля́евский проспект.
15 декабря 1952 года проспект переименовали в Волго-Донской — по открытому 1 июня того же года Волго-Донскому судоходному каналу им. В. И. Ленина в честь окончания строительства.
В 1960-х годах исчез участок от Безымянного ручья до реки Охты. В 1990-х перекрыли участок вдоль дома 4; сейчас там грунтовка.
В 2020 году на участке Волго-Донского проспекта от Индустриального проспекта до поворота возле Безымянного ручья было заменено дорожное покрытие: вместо грунтовки там уложили асфальт. При этом дорогу не расширили.

## Пересечения
- Пискарёвский проспект
- Зотовский проспект
- Индустриальный проспект
- улица Коммуны (проект)

## Транспорт
- Ближайшая к Волго-Донскому проспекту станция метро — «Площадь Мужества».